# Senat Weizsäcker
Der Senat von Weizsäcker amtierte vom 11. Juni 1981 bis 9. Februar 1984 als Regierung von West-Berlin.
| Amt                                           | Name                                      | Partei | Partei                 |
| --------------------------------------------- | ----------------------------------------- | ------ | ---------------------- |
| Regierender Bürgermeister                     | Richard von Weizsäcker                    |        | CDU                    |
| Bürgermeister                                 | Heinrich Lummer                           |        | CDU                    |
| Senator für Inneres                           | Heinrich Lummer                           |        | CDU                    |
| Senator für Arbeit und Betriebe               | Edmund Wronski                            |        | CDU                    |
| Senator für Bau- und Wohnungswesen            | Ulrich Rastemborski (bis 25. August 1983) |        | CDU                    |
| Senator für Bau- und Wohnungswesen            | Klaus Franke (ab 1. September 1983)       |        | CDU                    |
| Senator für Bundesangelegenheiten             | Norbert Blüm (bis 4. Oktober 1982)        |        | CDU                    |
| Senator für Bundesangelegenheiten             | Rupert Scholz (ab 5. Oktober 1982)        |        | parteilos, ab 1983 CDU |
| Senator für Finanzen                          | Gerhard Kunz                              |        | CDU                    |
| Senator für Gesundheit, Soziales und Familie  | Ulf Fink                                  |        | CDU                    |
| Senator für Justiz                            | Rupert Scholz (bis 17. März 1983)         |        | parteilos, später CDU  |
| Senator für Justiz                            | Hermann Oxfort (ab 17. März 1983)         |        | FDP                    |
| Senator für Kulturelle Angelegenheiten        | Wilhelm Kewenig (bis 17. März 1983)       |        | CDU                    |
| Senator für Kulturelle Angelegenheiten        | Volker Hassemer (ab 17. März 1983)        |        | CDU                    |
| Senatorin für Schulwesen, Jugend und Sport    | Hanna-Renate Laurien                      |        | CDU                    |
| Senator für Stadtentwicklung und Umweltschutz | Volker Hassemer (bis 17. März 1983)       |        | CDU                    |
| Senator für Stadtentwicklung und Umweltschutz | Horst Vetter (ab 17. März 1983)           |        | FDP                    |
| Senator Wirtschaft und Verkehr                | Elmar Pieroth                             |        | CDU                    |
| Senator für Wissenschaft und Forschung        | Wilhelm Kewenig (ab 17. März 1983)        |        | CDU                    |